# 头序歪头菜
头序歪头菜（学名：Vicia ohwiana）为豆科野豌豆属下的一个种。